# Parthenos
Parthenos é um gênero de traça pertencente à família Arctiidae.